# Anemplocia splendens
Anemplocia splendens är en fjärilsart som beskrevs av Druce 1885. Anemplocia splendens ingår i släktet Anemplocia och familjen mätare. Inga underarter finns listade i Catalogue of Life.